# Montagnat
Montagnat es una comuna francesa situada en el departamento de Ain, de la región de Auvernia-Ródano-Alpes.

## Demografía
| 396 | 419 | 633 | 1 005 | 1 173 | 1 421 | 1 549 | 1 803 | 1 992 |
| Para los censos de 1962 a 1999 la población legal corresponde a la población sin duplicidades (Fuente: INSEE [Consultar]) |     |     |       |       |       |       |       |       |